# Pourangaki (rivière)
La rivière Pourangaki (en anglais : Pourangaki River) est un cours d’eau de la région de Manawatu-Wanganui dans l’Île du Nord de la Nouvelle-Zélande.

## Géographie
Elle s’écoule vers le nord-ouest à partir de sa source dans la chaîne de Ruahine, atteignant la rivière Kawhatau à 13 km à l’est de la ville de Mangaweka.